# 3 Polskie Skrzydło Myśliwskie
3 Polskie Skrzydło Myśliwskie – skrzydło lotnictwa myśliwskiego Polskich Sił Powietrznych w Wielkiej Brytanii.
Skrzydło zorganizowane zostało 29 czerwca 1943 na Stacji RAF Parranporth w Kornwalii, w składzie 302 i 317 Dywizjonu Myśliwskiego. Od 3 sierpnia tego roku 317 dm operował z lotniska Fairlop. We wrześniu 1943 oba dywizjony włączone zostały do 131 Skrzydła Myśliwskiego.
Początkowo osłaniało środkową część Anglii oraz patrolowało wody przybrzeżne i ubezpieczało konwoje morskie.
15 lutego 1944 w Woodvale zostało zreorganizowane. W październiku w skład skrzydła włączone zostały dywizjony myśliwskie: 303 w Coltishall i 316 w Andrews Field. 3 kwietnia 1945 dywizjon 303 przeniesiony został do Andrews Field. 16 maja tego roku oba dywizjony przeniesione zostały do Coltishall. 15 sierpnia 1945 dywizjon 316 przebazowany został na Andrews Field. 3 października tego roku do 316 dm dołączył dywizjon 303. W marcu 1946 oba dywizjony przeniesione zostały na Stację RAF Hethel, gdzie pozostawały do rozformowania, co nastąpiło w grudniu tego roku.

## Skład po zreformowaniu
- 15 lutego 1944: 316
- ? sierpnia 1944: Dywizjony 303 i 316
- 24 października 1944: Dywizjony 303 i 315
- 16 stycznia 1945: Dywizjon 303
- 16 maja 1945: Dywizjony 303 i 316 (do rozwiązania)

## Dowódcy
- kpt. pil. Walerian Żak (29 VI – 4 X 1943)
- mjr pil. Jan Zumbach (5 X 1943 – 14 VI 1944)
- kpt. pil. Tadeusz Sawicz (15 VI – 10 X 1944)
- mjr pil. Kazimierz Rutkowski (11 X 1944 – 30 I 1945)
- mjr pil. Jan Falkowski (31 I – 9 III 1945)
- mjr pil. Wacław Król (10 III – 17 VII 1945)